# Actio de deiectis vel effusis
Die actio de deiectis vel effusis war seit dem altzivilen römischen Recht eine Popularklage. Sie richtete sich gegen die Bewohner eines Gebäudes/Raumes, aus welchem Sachen auf die Straße geworfen oder gegossen worden waren. Voraussetzung war zudem, dass jemand eine Körperverletzung erlitten hatte. Ähnlich wie die actio de posito vel suspenso stand die actio den obligatorischen Ansprüchen ex delicto nahe, die aus deliktsähnlichem Verhalten entstandene Verbindlichkeiten verfolgte.
Angepasst an moderne Lebensumstände, existiert die actio de deiectis vel effusis in § 1318 ABGB (österreichisches Zivilrecht) fort.